# Bem que Se Quis
"Bem Que Se Quis" é uma canção gravada pela cantora brasileira Marisa Monte para o seu álbum de estreia, MM (1989). A canção é uma versão em português de "E Po' Che Fa" feita pelo compositor Nelson Motta, e que foi composta e interpretada pelo cantor e compositor italiano Pino Daniele, lançada em 1982 para o seu álbum Bella 'mbriana (do mesmo ano). A canção é uma balada bolero que detalha um caso de amor irresistível, apesar de não promissor. Críticos foram extremamente positivos com a canção, considerando-a uma bela e irresistível canção. Quando lançada, "Bem Que Se Quis" se tornou um enorme sucesso no Brasil, sendo a música mais tocada naquele ano, estando também na trilha sonora da novela O Salvador da Pátria (1989) da Rede Globo. Posteriormente, a canção também foi incluída nas novelas O Rebu (2014) e Verão 90 (2019), mais de duas décadas após seu lançamento original.
Com o sucesso estrondoso da canção, diversos covers foram feitos ao longo das décadas, incluindo o cantor brasileiro Emílio Santiago que a incluiu num pout-pourri com a canção "Pérola Negra" em seu álbum Aquarela Brasileira 2 (1989), o cantor Nelson Gonçalves no seu álbum Ainda é Cedo (1997), a banda de pagode Exaltasamba no álbum ao vivo 25 Anos, e o cantor Silva em seu álbum Ao Vivo em Lisboa (2020). Inicialmente, "Bem Que Se Quis" se fazia presente na sua versão completa em suas primeiras turnês, a MM Tour (1989) e a Mais Tour (1991), contanto, a partir da turnê Verde, Anil, Amarelo, Cor-de-Rosa e Carvão Tour (1994), a canção foi incluída apenas em shows selecionados, tornando-se frequente uma versão encurtada e acapella como parte do bis nas turnês Memórias Tour (2001), Verdade, Uma Ilusão (2012) e Portas Tour (2022).

## Antecedentes e lançamento

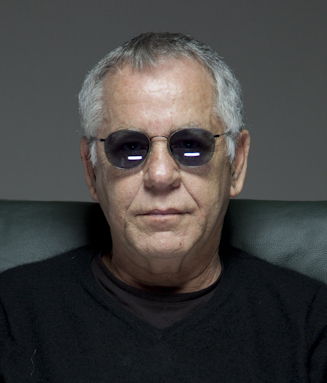
Nelson Motta escreveu a versão em português da canção.

Anterior ao processo de gravação do seu primeiro álbum, Marisa Monte morou por dez meses em Roma na Itália aos 18 anos. Lá, ela aprofundou os estudos de canto lírico, e apesar de inicialmente inclinar-se a se tornar cantora lírica, decidiu retornar ao Brasil. Antes disso, decidiu fazer um show em Veneza, onde recorreu ao produtor Nelson Motta para produzi-lo, o qual posteriormente dirigiu seus primeiros shows profissionais ao retornar ao Brasil. A partir de 1987, Marisa passou a se apresentar com o show "Veludo Azul" (1987-1989), conquistando aclamação crítica e sendo sucesso de público. O repertório do show consistia em covers de canções do repertório de artistas que variavam de gêneros, como o MPB e o rock, como Caetano Veloso, Titãs, Rita Lee, Custódio Mesquita, entre outros. Ao longo do tempo, o repertório também contou com covers de canções internacionais de artistas como Philip Glass e Kurt Weill.
Em agosto de 1988, Marisa assinou um contrato com a gravadora EMI-Odeon, em meio as expectativas de um vindouro lançamento de seu primeiro álbum. Durante esse período, a cantora alegou que precisava de tempo para amadurecer a ideia de lançar um álbum e que necessitaria buscar um repertório com calma. Entre os dias 30 de setembro, 1º a 3 de outubro do mesmo ano, a cantora fez um série de shows no Teatro Villa-Lobos, o qual se tornaria um especial da TV Manchete, exibido no dia 4 de dezembro daquele ano. O especial também viria a sair em LP e home video. No início de 1989, o especial converteu-se em seu primeiro lançamento como cantora, sendo lançado no dia 18 de janeiro. Em meio aos covers, a cantora gravou uma única canção inédita, "Bem Que Se Quis", composta por Nelson Motta após tradução da canção "E po che fa" do cantor italiano Pino Daniele.
Para divulgação do até então álbum inédito, "Bem Que Se Quis" foi lançada como single promocional em vinil, juntamente com a canção "Comida" no início de 1989. Posteriormente, a canção também foi lançada separadamente nas rádios no ano de 1989. Simultaneamente, a canção foi incluída na trilha sonora da novela O Salvador da Pátria da Rede Globo como tema de Bárbara (Lúcia Veríssimo).

## Composição e letra
"Pino Daniele é o que há de melhor entre os músicos atuais da Itália, uma espécie de Caetano e Stevie Wonder à napolitana, um grande ídolo. Não é uma versão, mas uma letra original do Nelson Motta sobre a música de 'E po che fa', que canto desde que começamos a trabalhar juntos em maio de 87. Gravado ao vivo, no dia 30/09. Os teclados foram colocados em estúdio por por Eduardo Souto Neto."

— Marisa sobre a canção no encarte do álbum.
Versionada em português por Nelson Motta, que também a produziu, "Bem Que Se Quis" é versão da canção italiana E po che fa, do cantor italiano Pino Daniele, lançada em 1982 para o seu álbum Bella 'mbriana (do mesmo ano). A canção é uma balada bolero que traz melodias, arranjos e versos simples, como Dênio Maués do jornal O Liberal enfatiza. "Bem Que Se Quis" traz uma Marisa "romântica e cheia de paixão", como notado por Carlos A. Gaertner do Correio de Notícias, com a cantora entoando, "Bem que se quis/ Depois de tudo ainda ser feliz/ Mas já não há caminhos pra voltar/ E o que é que a vida fez da nossa vida?". A letra da canção fala sobre as idas e vindas do amor, com a protagonista tentando esquecer e percebendo que a paixão é mais forte e, por fim, entregando-se a essa paixão irresistível.  Como expresso por Marisa, "'Bem Que Se Quis' é uma canção de amor ao mesmo tempo clássica e contemporânea, com uma letra do Nelsinho que eu acho lindíssima. O Pino Danielle, que compôs a música, é o que há de melhor na música italiana atual. E um cara que explora sonoridades superbem. É um ídolo na Itália. Está para a Itália, como o Caetano [Veloso] para o Brasil."
Inicialmente, Nelson Motta fez a versão em português a pedido da cantora portuguesa Eugênia de Mello e Castro, que não chegou a gravá-la, afirmando que "Como não entendo nada do dialeto napolitano, ignorei as palavras e fiz uma letra como se fosse uma melodia original do Lulu Santos ou do Guilherme Arantes. Escrevi uma letra extremamente romântica, da minha cabeça”. Em entrevista a Guilherme Bryan e Vincent Villari, autores do livro "Teletema: A História da Música Popular Através da Teledramaturgia Brasileira", Nelson Motta revelou que Marisa não foi a primeira opção de artista para gravar a faixa, e sim a cantora Marina, que gostou da canção, "mas não achou adequada para seu estilo". Ele também contou que a atriz Lúcia Veríssimo depois de ouvir, exigiu que fosse tema de sua personagem Bárbara na novela O Salvador da Pátria. "Quando eu terminei a letra, mostrei à Marina, mas ela não quis gravar. Comecei a trabalhar com a Marisa Monte, ofereci a música a ela, que adorou e passou a cantar nos shows. Aí, a própria Marina, que não quis gravar, mostrou a música para a Lúcia Veríssimo. A Lúcia adorou, foi no Paulo Ubiratan, que era o diretor da novela, e peitou: ‘Quero que essa música seja meu tema’".

## Recepção da crítica
Em sua maioria, "Bem Que Se Quis" recebeu críticas positivas, com destaque para a performance de Marisa e sua letra. Irlam Rocha Lima, escrevendo para o Correio Braziliense, a considerou "bela", enquanto Edgar Augusto do Diário do Pará definiu-a como "ótima". João Alberto do Diário de Pernambuco classificou a canção como "uma das músicas mais bonitas" da trilha da novela 'O Salvador da Pátria'. Para Arnaldo de Souteiro do mesmo jornal atribuiu o sucesso da canção ao fato da cantora não imitar ninguém na faixa. Ricardo Soares, ao analisar o álbum para o Diário do Pará, concordou, enfatizando que "os melhores instantes do disco ocorrem quando Marisa se liberta do exagero", citando "Bem Que Se Quis" como um exemplo, classificando com uma "boa versão de uma balada italiana." A crítica do jornal A Tribuna SP elogiou o repertório "de primeira" do álbum, destacando-a como "a favorita e o carro-chefe".
Para Ricardo Ferreira da Tribuna da Imprensa, Marisa "consegue tirar beleza até da brega 'Bem Que Se Quis'," enquanto para Ricardo Lago do jornal O Liberal, "Bem Que Se Quis" é "uma canção bonita (letra nem tanto) com resultados médios, iguais as tantas outras que infestam as FMs. Em contraste, Dênio Maués do mesmo jornal foi bastante positivo, afirmando que a faixa "consegue ser fácil, bonita e irresistível", com "a intenção de ser a porta de acesso de Marisa à grande mídia e até a uma telenovela; ela foi transformado no hit do disco, para evitar um possível distanciamento é um contato mais demorado com o grande público", creditando Nelson Motta por saber fazer "a jogada comercial". A crítica do site internacional Allmusic selecionou a canção como um dos destaques do álbum.

### Reconhecimento
"Bem Que Se Quis" se tornou um clássico logo após o lançamento, com a voz de Marisa "sendo endeusada pela crítica e pelo público", além de ter se tornado um clássico dos karaokês. Muito do sucesso instantâneo se deu pela inclusão da canção na trilha sonora da novela "O Salvador da Pátria" da Rede Globo, o que segundo alguns críticos, era sinônimo de tocar nas rádios. No prêmio Diretas na Música de 1990, Marisa Monte recebeu o prêmio de Artista Revelação, enquanto "Bem Que Se Quis" foi a quinta canção mais votada do ano. Em 2014, a canção integrou a trilha sonora da nova versão de O Rebu, exibida como novela das onze, e em 2019, a canção fez parte do segundo disco da trilha da novela das sete, Verão 90, ambas da Rede Globo. A canção também entrou em diversas listas de melhores canções de Marisa Monte, como nos sites Letras.mus.br (o qual ela foi considerada um "hino sem defeitos" pela autora Renata Arruda), Sympla, Terra (que a considerou um das mais bonitas da cantora) e Metrópoles.
| Prêmio            | Ano  | Categoria                                                          | Resultado | Ref.   |
| ----------------- | ---- | ------------------------------------------------------------------ | --------- | ------ |
| Deezer            | 2024 | As 10 músicas de Marisa Monte mais ouvidas na Deezer               | 9         | [ 43 ] |
| Diretas na Música | 1989 | Melhor Canção Brasileira                                           | 5         | [ 36 ] |
| Letras.mus.br     | 2020 | As 12 melhores músicas de Marisa Monte                             | -         | [ 39 ] |
| Metrópoles        | 2023 | 10 músicas de Marisa Monte que fizeram sucesso em novelas e séries | -         | [ 42 ] |
| Sympla            | 2023 | 5 músicas de maior sucesso de Marisa Monte                         | 1         | [ 40 ] |
| Terra             | 2022 | As 10 melhores músicas de Marisa Monte para ouvir e tocar          | -         | [ 41 ] |

Diversos cantores dos mais variados gêneros fizeram covers da canção em seus álbuns. O cantor Emílio Santiago a incluiu num pout-pourri com a canção "Pérola Negra" em seu álbum Aquarela Brasileira 2 (1989), também a incluindo em seus shows ao longo dos anos. Em 1999, o cantor Sideral fez um cover voz e violão da canção para o seu álbum de estreia, 1.  Em 1997, o cantor Nelson Gonçalves a incluiu em seu álbum Ainda é Cedo, e em 2010 a banda de pagode Exaltasamba a incluiu no álbum 25 Anos. Após se dedicar a dois álbuns (um de estúdio e um ao vivo) em homenagem à Marisa Monte, o cantor Silva finalmente regravou a canção durante a turnê do álbum Brasileiro (2018) e posteriormente a incluiu no álbum Ao Vivo em Lisboa lançado em 2020. Outros cantores também cantaram a canção durante alguns programas de TV, como Saulo Fernandes e IZA, a banda Lagum (ambas performances durante o programa Música Boa Ao Vivo do Multishow), e a participante do programa Estrela da Casa, Unna X.

## Desempenho comercial
"Bem Que Se Quis" tornou-se um grande sucesso nas rádios brasileiras, figurando entre as mais tocadas durante todo o verão de 1989. No ranking da rádio Liberal FM de Belém do Pará, a canção já figurou na primeira posição das mais tocadas brasileiras no dia 5 de fevereiro de 1989. Na semana seguinte, a canção permaneceu mais uma vez no topo, segurando por pelo menos quatro semanas no total. No ranking do dia 26 de março, a canção ainda figurava no top 3, na posição de número 2. Entre 15 a 30 de abril, "Bem Que Se Quis" ainda figurava na terceira posição das mais executadas do Rio de Janeiro, segundo pesquisa realizada pelo Nopen.
Na tabela geral que compila as músicas mais tocadas em todo o Brasil durante a semana, "Bem Que Se Quis" conquistou pela primeira vez o topo das paradas no dia 28 de fevereiro de 1989. A canção passou 11 semanas consecutivas no topo, sendo substituída por "Deus Te Proteja de Mim" de Wando na semana do dia 15 de maio de 1989. Tal feito fez com que a canção figurasse mais uma vez na primeira posição na tabela anual das canções mais executadas no Brasil, no tocante ao ano de 1989.

## Videoclipe e performances ao vivo
O videoclipe da canção foi gravado no Golden Room no Copacabana Palace no Rio de Janeiro e teve a sua estreia no Fantástico no dia 16 de abril de 1989. Quando a canção alcançou o topo das paradas de sucesso, Marisa Monte fez uma performance da canção no Globo de Ouro de 1989. A canção fez parte das duas primeiras turnês da cantora em sua totalidade contando com a banda, a MM Tour (1989-1990) e a Mais Tour (1991-1992).  Durante a turnê Cor de Rosa e Carvão (que percorreu durante os anos de 1994 a 1996), "Bem Que Se Quis" foi entoada apenas na versão a capella, sem nenhuma instrumentação, apenas com o som das palmas do público. Tal versão continuou a ser entoada nas turnês subsequentes, a Memórias Tour (2001-2002) - onde Marisa fotografava a plateia durante a performance enquanto a letra era projetada no telão, em alguns shows da Universo Particular (2006-2007) e Verdade, Uma Ilusão Tour (2012-2013), e como o encerramento da sua mais recente turnê, a Portas Tour (2002-2023). A versão a capella foi considerada "um desfecho perfeito" por Fabiano Moraes da Redação do NSC Total, e "uma despedida pra lá de elegante" por Fabrício Branco Cruz da revista Veja. Em 2024, a canção - na mesma versão de encerramento cantada nas turnês anteriores - entrou na setlist da turnê que a Marisa percorreu por toda a Europa.

## Tabelas musicais
| Tabelas musicais (1989) | Melhor posição |
| ----------------------- | -------------- |
| Brasil (Top 100 Brasil) | 1              |
| Brasil (Liberal FM)     | 1              |

| Tabelas musicais (1989) | Posição |
| ----------------------- | ------- |
| Brasil (Top 100 Brasil) | 1       |

## Ligação externa
- Letra de Bem Que Se Quis
- Videoclipe de Bem Que Se Quis